# Leslie Darbon
Leslie Darbon est un dramaturge et scénariste britannique.

## Biographie
Il adapte deux romans d'Agatha Christie en pièces de théâtre : Un meurtre sera commis le... en 1977 et Cartes sur table en 1981.

## Liste des œuvres

### Pièces de théâtre
- 1973 : Two And Two Make Sex
- 1974 : Who Goes Bare ?
- 1975 : Double Edge, co-écrit avec Peter Whelan
- 1976 : Correspondents' Course, co-écrit avec Paul Finney
- 1977 : Un meurtre sera commis le..., d'après le roman Un meurtre sera commis le... d'Agatha Christie
- 1979 : Time to Kill
- 1981 : Cartes sur table, d'après le roman Cartes sur table d'Agatha Christie
- 1983 : A Cold Wind Blowing Up, co-écrit avec Peter Whelan
- 1998 : Shadow Of Doubt
- Dead On Time
- The Spouse Girls
- Murder By Proxy

## Filmographie
- 1963 : Suspense (1 épisode)
- 1969-1970 : Département S (3 épisodes)
- 1980 : Shoestring (1 épisode)
- 1981 : Wie man sich bettet de Hans Sommerfeld et Wolfgang Spier (pièce originale)
- 1983 : Bergerac (1 épisode)
- 1984 : Bereit zum Mord de Eberhard Itzenplitz
- 1992 : Moon and Son (1 épisode)